# Vortex (Kings Island)
Vortex is een voormalige stalen achtbaan in het Amerikaanse attractiepark Kings Island en is gemaakt door Arrow Dynamics.

## Geschiedenis

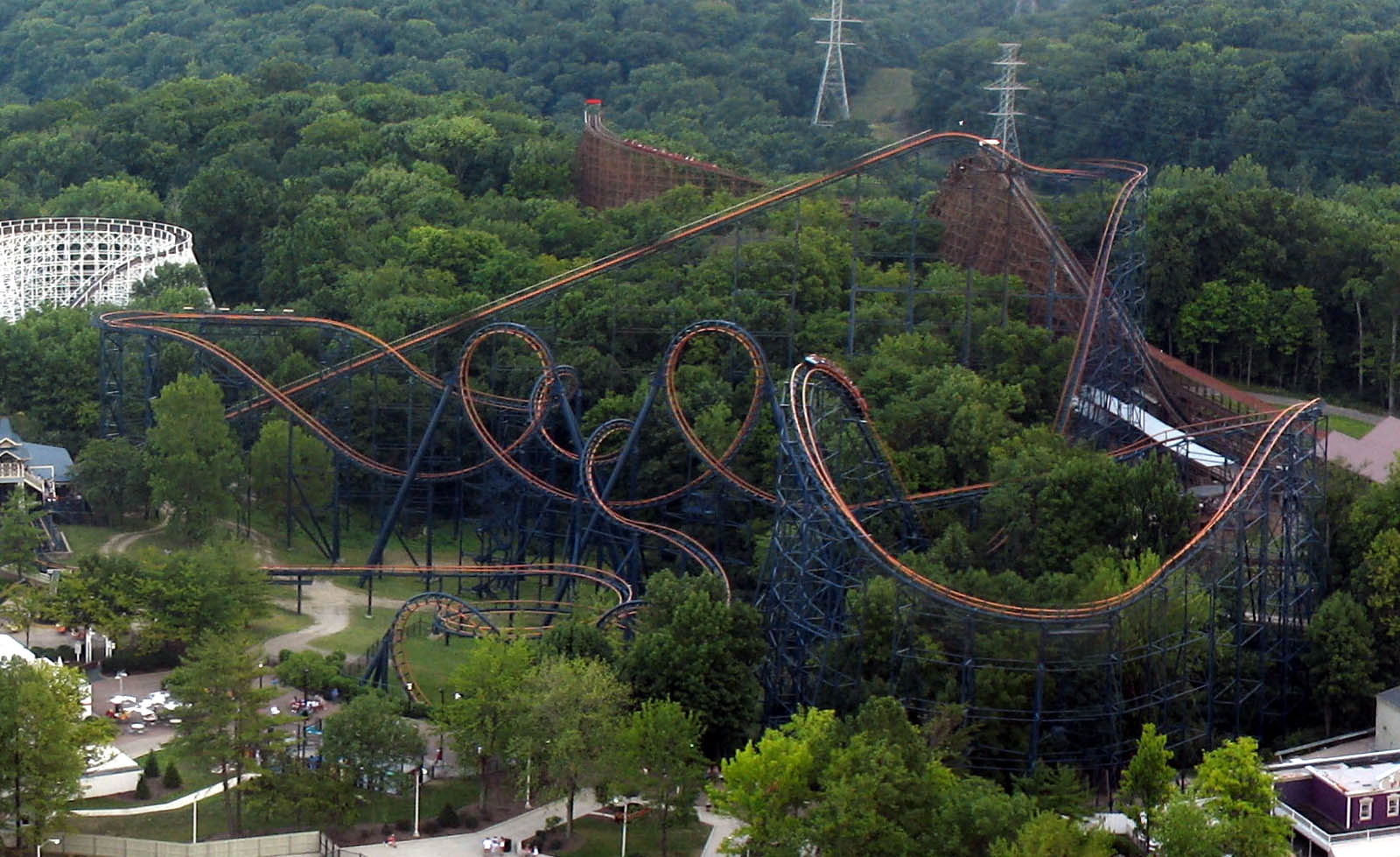
Luchtfoto van Vortex

Vortex werd officieel geopend op 11 april 1987. De Vortex was gelokaliseerd op de plek, waar voorheen de hangende achtbaan Bat heeft gestaan, een Arrow Dynamics prototype hangende achtbaan. Vortex gebruikte hetzelfde station als dat van Bat. Sommige delen van Bat zijn gebleven, zoals een fundering waarop een van de ondersteuningen stond.
Bij de opening had de achtbaan het record van meeste inversies dankzij de zes inversies in het baanontwerp. Daarnaast was Vortex was op dat moment de hoogste achtbaan ter wereld met een hoogte van 45 meter.
Vortex had drie treinen waarin 28 personen per trein konden plaatsnemen. De baan en de ondersteuningen waren donkerblauw, de rails oranje. Tijdens de winterstop van 2008-2009 werden de rails opnieuw geschilderd.
Op 27 september 2019 maakte het park bekend dat de achtbaan zijn laatste rondes zou draaien op 27 oktober van dat jaar. In het voorjaar van 2020 werd de achtbaan met de grond gelijk gemaakt. Ook het station van de originele Bat werd hierbij niet gespaard en ging tegen de vlakte.

## Achtbaan elementen
- 2 loopings
- Boemerang bocht
- Dubbele kurkentrekker
- Batwing
- Helix
- Fotosectie

## Galerij

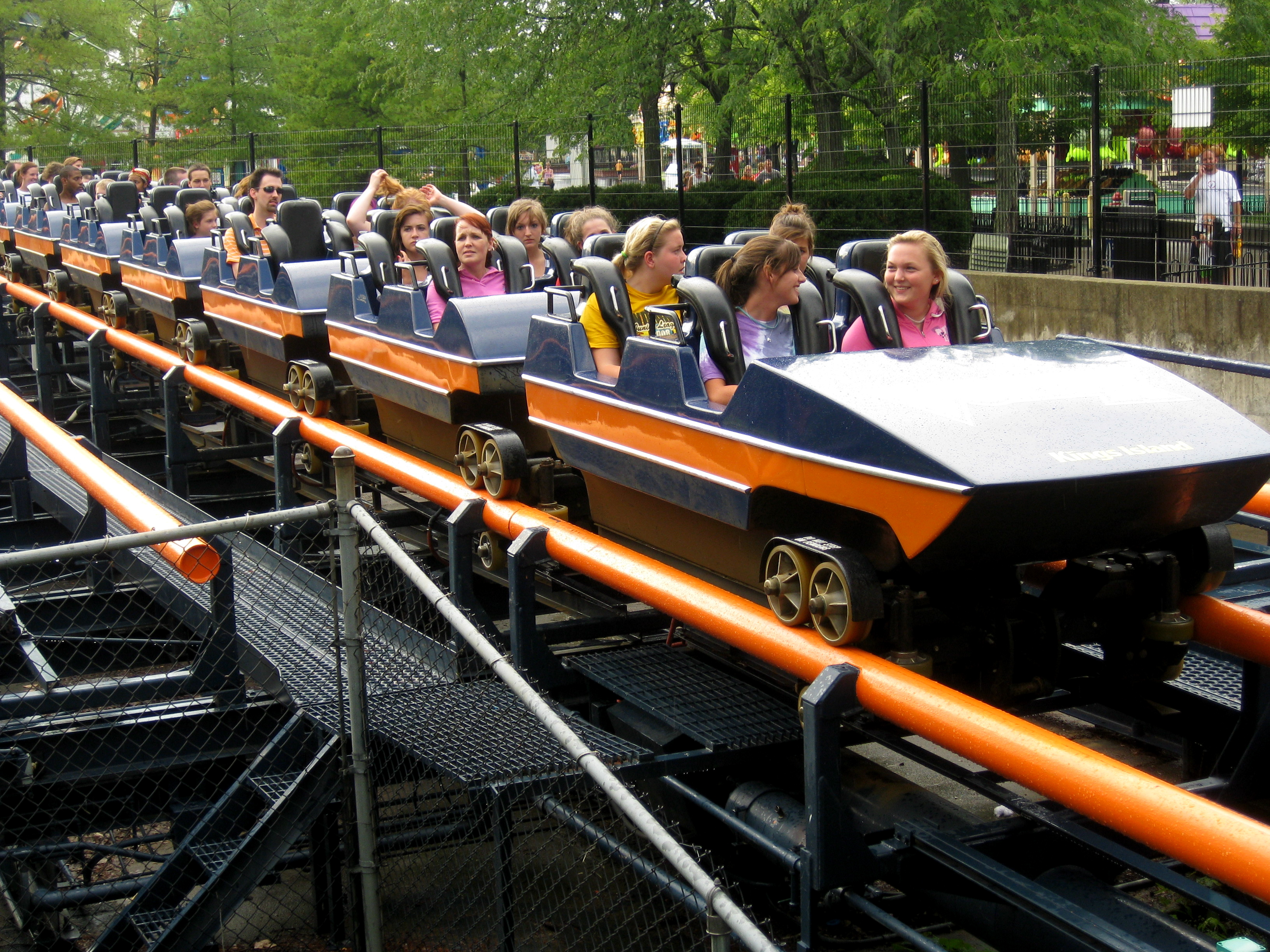
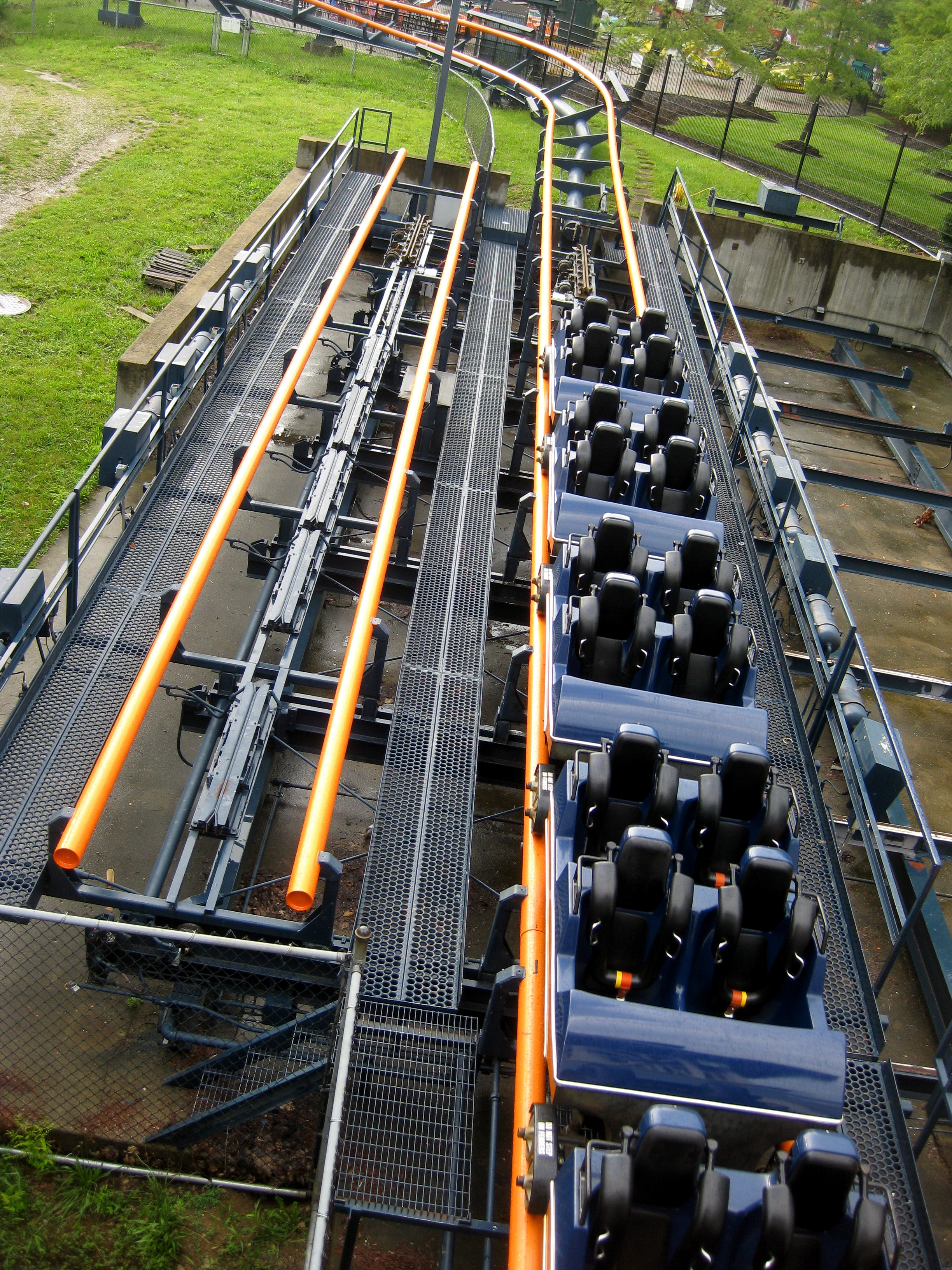
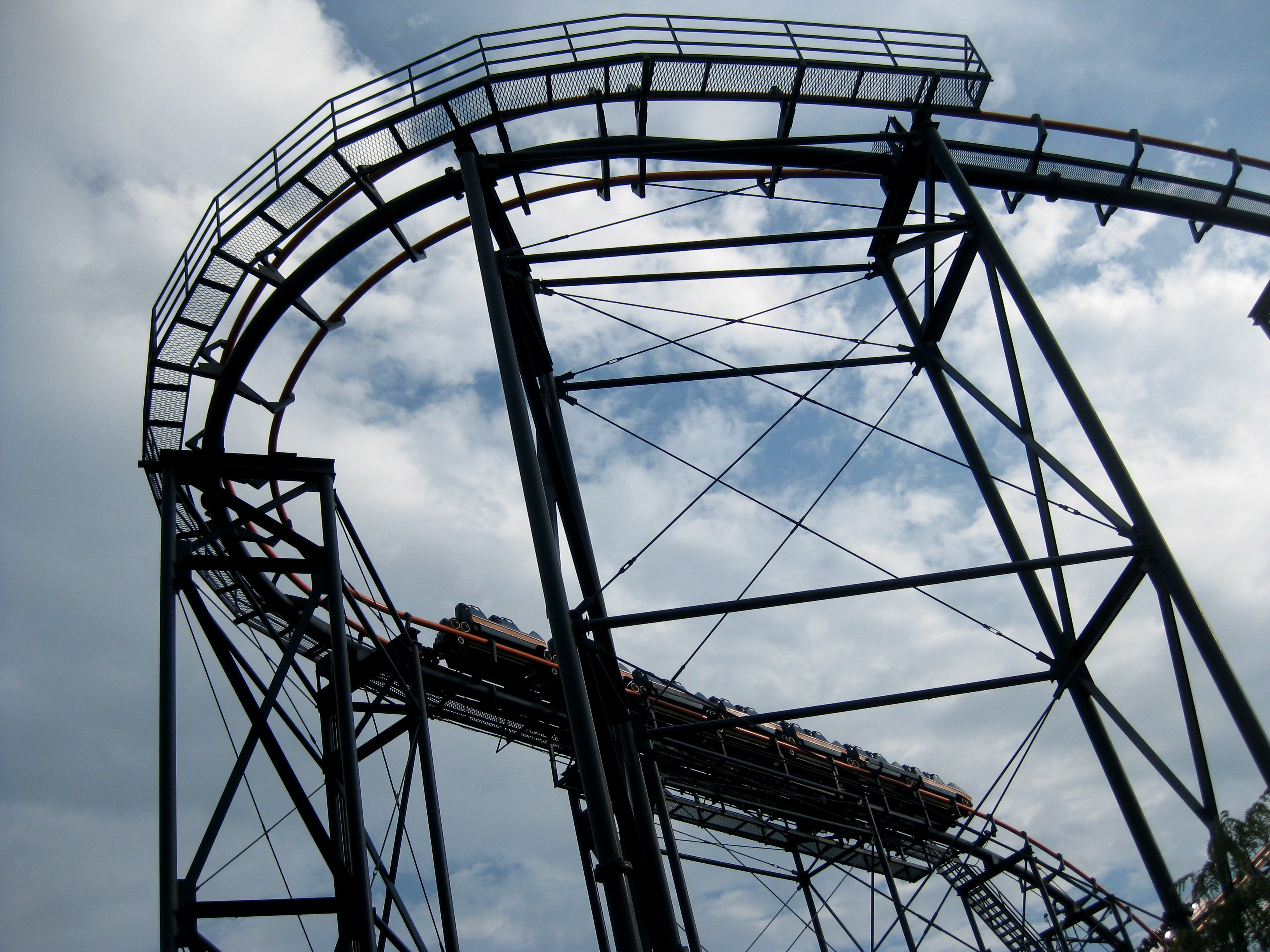

Huidig: 
Adventure Express ·
Backlot Stunt Coaster ·
Banshee ·
The Bat ·
Diamondback ·
Flight of Fear ·
Great Pumpkin Coaster ·
Invertigo ·
Mystic Timbers ·
Orion ·
Snoopy's Soap Box Racers ·
The Beast ·
The Racer · 
Woodstock Express ·
Woodstock’s Air Rail
Verdwenen: 
Bat ·
Bavarian Beetle ·
Demon ·
Firehawk ·
King Cobra ·
Scooby's Ghoster Coaster ·
Son of Beast ·
Vortex